# نيكلوديون (قناة تلفزيونية هندية)
نيكلوديون (والمختصرة باسم Nick) هي شبكة تلفزيونية مدفوعة للأطفال في الهند ومقرها في مومباي، ماهاراشترا، الهند. إنها النسخة الهندية للشبكة الأمريكية الأصلية نكلوديون وهي مملوكة لشركة Viacom 18، وهي مشروع مشترك بين فاياكوم سي بي إس وTV18. على الرغم من استخدام اسم "Nick"، إلا أنه لا يبث أي محتوى من الشبكة الأمريكية الأصلية في الآونة الأخيرة كجزء من إستراتيجية الأقلمة. يتم عرض العروض الأصلية من القناة فقط على قناة Nick HD +.
اعتبارًا من أكتوبر 2020، تعد القناة أكثر قنوات الأطفال مشاهدة في الهند.

## تاريخ
تم إطلاق نيكلوديون في الهند في 16 أكتوبر 1999 كجزء من نكلوديون (آسيا). كانت زي تي في مسؤولة عن توزيع القناة على مشغلي الكابلات، في صفقة أبرمت مع شركة فاياكوم.
كما أطلقت زي تي في مجموعة برمجة تحمل علامة نيكلوديون على قناتها الرئيسية، وتسمى أيضًا "Zee TV"، كجزء من صفقة توزيع بين فاياكوم الدولية وزي للمشاريع الترفيهية. تم استبدالها بلوك كرتون نتورك في عام 2002.
في عام 2004، جددت شركة فاياكوم قناة نيكلوديون في الهند لزيادة نسبة المشاهدة، بما في ذلك وضع علامة تجارية على القناة تمامًا مثل Nick وإنشاء برامج محلية وإطلاق مسار صوتي هندي.
في أواخر عام 2006، توقف توزيع نيكلوديون الهندية في باكستان وتم استبداله بنسخة باكستانية مخصصة من نيكلوديون.
وقعت فاياكوم صفقة برمجة مع Sun Network في عام 2007 والتي بموجبها سيتم بث عروض نيكلوديون على Chutti TV المدبلجة بلغتي Tamil وTelugu. تم إلغاء هذه الصفقة لاحقًا عندما قرر نيكلوديون إضافة مقاطع صوتية Tamil وTelugu إلى قناتهم الخاصة.
في عام 2007، تم تشكيل المشروع المشترك بين Viacom وTV18 المسمى Viacom18، وأصبحت قنوات MTV India وNick India وVH1 India جزءًا من الشركة الجديدة.
في 25 يونيو 2010، تم تغيير اسم Nick India باستخدام الشعار الذي تم إطلاقه حديثًا والمستخدم في الولايات المتحدة. كان آخر سوق رئيسي يخضع لهذا التغيير.
في عام 2011، أطلق Viacom 18 قناة جديدة تسمى Sonic. البداية كانت القناة تركز على الحركة والمغامرة، قبل أن تحول تركيزها إلى الكوميديا في عام 2016.
قامت شركة Viacom 18 Motion Pictures بتوزيع Keymon & Nani في Space Adventure، وهو فيلم يستند إلى سلسلة Nickelodeon India Keymon Ache في عام 2012.  تم إصدار فيلم مسرحي آخر، Motu Patlu: King Of Kings من سلسلة Motu Patlu، باللغتين الهندية والتاميلية 14 أكتوبر 2016.
تم إطلاق Nick Jr. India في أواخر عام 2012 بعد انفصاله عن القناة الرئيسية.  نظرًا لأن القناة الرئيسية لم تبث أي عروض حركة حية، فقد تم بث هذه العروض على TeenNick، والتي تم بثها في المساء على Nick Jr. حتى 1 فبراير 2017، عندما تم إيقافها.
في عام 2013، استضافت القناة أولى جوائز اختيار الأطفال المترجمة.
في 5 ديسمبر 2015، أطلقت Viacom 18 قناة نيكلوديون HD +، أول قناة للأطفال عالية الوضوح في الهند.  ينشأ جدول زمني مختلف عن الشبكة الرئيسية، بما في ذلك البرمجة الدولية غير المقننة سابقًا مثل أسطورة كورا.
في مارس 2016، فياكوم 18 أطلقت كتلة البرمجة نيك يدعى «ساعة نيك» على هم مجانا-جو قناة Rishtey.  تتكون البرمجة من عروض مثل Motu Patlu وPakdam Pakdai وThe Jungle Book وGo وDiego وGo!، Keymon الوجع وChhoti أناندي (الألوان سلسلة).
وأضاف نيك الهند الكانادا مسار الصوت إلى قناة في 1 سبتمبر 2018. أربعة مسارات لغة إضافية في المهاراتية، البنغالية، الغوجاراتية والمالايالامية أضيفت في عام 2020.
أعلن Nick India عن أول إنتاج مشترك له مع Nickelodeon International بعنوان The Twisted Timeline of Sammy & Raj، ومن المقرر بثه دوليًا في عام 2021.

## برمجة
في السنوات الأولى من بث القناة، كانت معظمها تبث برامج أصلية من الولايات المتحدة، مثل راغراتس، آآآه! الوحوش الحقيقية ،حكايات جينجر، روكت باور، عائلة ثورنبيري، مغامرات جيمي نيوترون: فتى عبقري، حياة روكو الحديثة، ذا أنجري بيفرز، بسبسبوبي، هي أرنولد! وThe Fairly OddParents وسبونج بوب سكوير بانتس وداني الشبح. كما بثت شبكة يظهر العمل الحية، مثل كينان وكيل، دريك آند جوش ،كلاريسا تشرح كل شيء، أساطير المعبد الخفي، وغيرها.
بعد نجاح عروض ألعاب Nickelodeon الأمريكية، أنتجت Nick India عرضين محليين للألعاب، Dum Dama Dum  و Gilli Gilli Gappa.  أطلقوا J Bole Toh Jadoo، وهي سلسلة عرضية من Koi... Mil Gaya لعام 2003. عرض المسلسل لأول مرة في 14 نوفمبر 2005 في يوم الطفل.
في عام 2006، بدأت نيك الهند الحصول على الأنميات اليابانية الرسوم المتحركة مثل ناروتو، بلاك كات بي بليد ميتال فوردي.  نظرًا لضعف أداء محتوى Nickelodeon الأصلي،  بدأت القناة تعتمد أكثر على برمجة الطرف الثالث وركزت على محتوى الرسوم المتحركة فقط. لم يتم بث برامج الحركة الحية الأحدث مثل iCarly حتى إطلاق TeenNick في عام 2012 وبعض الرسوم المتحركة المستمرة من Nickelodeon في ذلك الوقت مثل The Fairly OddParents تمت إزالتها نهائيًا من القناة. فقط بعض العروض مثل Tak and the Power of Juju وبطاريق مدغشقر تم عرضه لأول مرة في السنوات اللاحقة.
التي نيك بث ألوان الصورة "تظهر جاي شري كريشنا في عام 2009. وتظهر تم تحرير إعادة تخصيص ولجمهور الشباب.  استحوذوا أيضًا على Little Krishna، وهي سلسلة رسوم متحركة أنتجتها BIG Animation India وIndian Heritage Foundation في مايو 2009.  أيضًا، في عام 2009، بدأت القناة في الحصول على المسلسل الفرنسي Oggy and the Cockroaches.
ابتداءً من عام 2011، بدأت Nickelodeon India إنتاج عروض رسوم متحركة محلية، بدءًا من Keymon Ache وفيلم مسرحي مبني على المسلسل.  أصبحت الاستراتيجية المحلية ناجحة مع Motu Patlu في عام 2012، وأطلقوا لاحقًا المزيد من سلاسل الرسوم المتحركة المحلية مثل Pakdam Pakdai في 2013، Shiva في 2015، Gattu Battu في 2017، Rudra في 2018 وTing Tong في 2020. النجاح مع المحلي أعطى المنتج للشبكة مجالًا لتقليل اعتمادها على المحتوى الأجنبي، ومع إطلاق Nickelodeon HD + في عام 2015، انتقلت العروض الأصلية من الشبكات الأمريكية والبريطانية إلى مساحة تلك القناة بدلاً من ذلك.

## قنوات ذات صلة

### نيكلوديون HD +
في 5 ديسمبر 2015، أطلقت Viacom 18 قناة Nickelodeon HD +، أول قناة للأطفال عالية الوضوح في الهند.  القناة المستخدمة لبث محتوى محدد من قنوات SD الخاصة بها جنبًا إلى جنب مع أصول Nickelodeon الدولية ولكن في عام 2018 حولت القناة تركيزها إلى بث محتوى Nickelodeon الدولي فقط. هذه العروض غير متوفرة على قناة SD. قامت القناة أيضًا ببث عروض حركة مباشرة من Nickelodeon تحت العلامة التجارية TeenNick ولكن تم إيقافها في فبراير 2017. بعد 4 سنوات، قررت القناة إعادة عروض الحركة الحية بدءًا من 2 أغسطس 2021.
تلقت القناة انتقادات بسبب استغراقها ما يصل إلى 5 سنوات لبث محتوى جديد في الهند، وعادة ما يكون الأخير في العالم، ومن الأمثلة على ذلك منزل لاود، الذي تم عرضه لأول مرة بعد 4 سنوات من ظهوره في الولايات المتحدة.

شعار نيك جونيور

### نيك جونيور
المقال الرئيسي: نيك جونيور (قناة تلفزيونية هندية)
قبل إطلاق القناة، نيك جونيور كفقرة في أوقات الصباح التي تبث البرامج للأطفال الصغيرة مثل مغامرات دورا، الذهاب دييغو الذهاب الخ يوم 21 نوفمبر 2012، فياكوم 18 أطلقت TeenNick ونيك جونيور كما قناة واحدة يبث فيها نيك جونيور نهارًا بينما يبث برنامج TeenNick ليلاً. ومع ذلك، تم إيقاف TeenNick منذ 1 فبراير 2017، مما جعل قناة Nick Jr. قناة على مدار 24 ساعة. تم إيقاف الحظر على Nickelodeon في عام 2018.

### نيكلوديون سونيك
تم إطلاق قناة نيكلوديون سونيك في 20 ديسمبر 2011 واستخدمت للتركيز على الحركة والمراهقين، ولكن في عام 2016، غيرت القناة إستراتيجيتها لجذب الجماهير الأصغر سنًا، بما في ذلك إنتاج محتوى محلي أصلي للقناة.